# Граб (Грачаць)
Граб (хорв. Grab) — населений пункт у Хорватії, у Задарській жупанії у складі громади Грачаць.

## Населення
Населення за даними перепису 2011 року становило 78 осіб.
Динаміка чисельності населення поселення:

## Клімат
Середня річна температура становить 8,94 °C, середня максимальна – 22,69 °C, а середня мінімальна – -6,76 °C. Середня річна кількість опадів – 1127 мм.
| Клімат поселення                              | Клімат поселення | Клімат поселення | Клімат поселення | Клімат поселення | Клімат поселення | Клімат поселення | Клімат поселення | Клімат поселення | Клімат поселення | Клімат поселення | Клімат поселення | Клімат поселення | Клімат поселення |
| Показник                                      | Січ.             | Лют.             | Бер.             | Квіт.            | Трав.            | Черв.            | Лип.             | Серп.            | Вер.             | Жовт.            | Лист.            | Груд.            |                  |
| Середній максимум, °C                         | 6,34             | 7,54             | 10,58            | 14,43            | 19,07            | 22,61            | 22,69            | 22,49            | 18,43            | 14,29            | 9,10             | 5,32             |                  |
| Середня температура, °C                       | −0,2             | 0,97             | 4,03             | 7,88             | 12,52            | 16,05            | 18,30            | 18,12            | 14,04            | 9,89             | 4,71             | 0,93             |                  |
| Середній мінімум, °C                          | −6,76            | −5,57            | −2,52            | 1,32             | 5,97             | 9,51             | 13,91            | 13,72            | 9,64             | 5,52             | 0,33             | −3,45            |                  |
| Норма опадів, мм                              | 85               | 84               | 88               | 96               | 83               | 83               | 57               | 70               | 107              | 120              | 140              | 114              |                  |
| Середньомісячна швидкість вітру, м/с          | 2.26             | 2.41             | 2.58             | 2.52             | 2.29             | 2.02             | 2.02             | 1.92             | 2.06             | 2.18             | 2.48             | 2.52             |                  |
| Середньомісячна сонячна радіація, кДж/м²·день | 4923             | 7535             | 11149            | 15693            | 19631            | 21790            | 23748            | 20710            | 15215            | 9818             | 5323             | 4120             |                  |
| --------------------------------------------- | ---------------- | ---------------- | ---------------- | ---------------- | ---------------- | ---------------- | ---------------- | ---------------- | ---------------- | ---------------- | ---------------- | ---------------- | ---------------- |
| Джерело:                                      |                  |                  |                  |                  |                  |                  |                  |                  |                  |                  |                  |                  |                  |